# Liga dos Campeões da CONCACAF de 2023
A Liga dos Campeões da CONCACAF de 2023 (ou Liga dos Campeões da CONCACAF Scotiabank por razões de patrocínio), foi a 15ª edição da Liga dos Campeões da CONCACAF em seu formato atual e a 58ª edição incluindo os torneios anteriores. O campeão se classificou para a Copa do Mundo de Clubes da FIFA de 2023 e também para o inaugural Mundial de Clubes FIFA de 2025.

## Equipes classificadas
Um total de 16 equipes participam desta edição do torneio:
- Dez que se classificam diretamente a competição:
  - União Norte-Americana de Futebol: 9 equipes (de três associações)
  - União de Futebol do Caribe: 1 equipe (de uma associação)
- Seis equipes se classificam pela Liga da CONCACAF (entre duas e seis associações)

| México 4 vagas                                        | Atlas                  | Campeão – Apertura de 2021 e Clausura de 2022      | 1ª  | —       |
| México 4 vagas                                        | León                   | Vice-campeão – Apertura de 2021                    | 5ª  | 2022    |
| México 4 vagas                                        | Pachuca                | Vice-campeão – Clausura de 2022                    | 4ª  | 2016–17 |
| México 4 vagas                                        | Tigres UANL            | Mais bem colocado na tabela geral                  | 7ª  | 2019    |
| Estados Unidos 4 vagas                                | Los Angeles FC         | Campeão – MLS Cup de 2022 e MLS Supporters' Shield | 2ª  | 2020    |
| Estados Unidos 4 vagas                                | Philadelphia Union     | Campeão – Conferência Leste da MLS de 2022         | 2ª  | 2021    |
| Estados Unidos 4 vagas                                | Orlando City SC        | Campeão – Lamar Hunt U.S. Open Cup de 2022         | 1ª  | —       |
| Estados Unidos 4 vagas                                | Austin FC              | Equipe melhor colocada ainda não classificada      | 1ª  | —       |
| Canadá 1 vaga                                         | Vancouver Whitecaps FC | Campeão – Campeonato Canadense de Futebol de 2022  | 3ª  | 2016–17 |
| Haiti                                                 | Violette               | Campeão – Campeonato de Clubes do Caribe de 2022   | 1ª  | —       |
| Equipes classificadas da Liga da CONCACAF (6 equipes) |                        |                                                    |     |         |
| Honduras                                              | Olimpia                | Campeão – Liga da CONCACAF de 2022                 | 13ª | 2021    |
| Honduras                                              | Real España            | Semifinalista – Liga da CONCACAF de 2022           | 4ª  | 2014–15 |
| Honduras                                              | Motagua                | Semifinalista – Liga da CONCACAF de 2022           | 7ª  | 2022    |
| Costa Rica                                            | Alajuelense            | Vice-campeão – Liga da CONCACAF de 2022            | 7ª  | 2021    |
| El Salvador                                           | Alianza                | Quinto lugar – Liga da CONCACAF de 2022            | 5ª  | 2020    |
| Panamá                                                | Tauro                  | Sexto lugar – Liga da CONCACAF de 2022             | 7ª  | 2018    |

## Sorteio
O sorteio da Liga dos Campeões da CONCACAF de 2023 foi realizado em 7 de novembro de 2022, na sede da CONCACAF em Miami, Estados Unidos. A divisão das equipes nos potes foi baseada no ranking de clubes da CONCACAF.
| Pote 1 | Pote 2                                                                                     |
| --- | ------------------------------------------------------------------------------------------ |
| - León - Pachuca - Atlas - Austin FC - Philadelphia Union - Los Angeles FC - Orlando City SC - Vancouver Whitecaps FC | - Tigres UANL - Alajuelense - Olimpia - Real España - Tauro - Alianza - Violette - Motagua |

## Formato
Se utilizará o sistema de rodadas eliminatórias, desde as oitavas de final até a final, todas em formato de ida e volta. Nas rodadas de oitavas de final até as semifinais, a regra do gol fora de casa será aplicado. Caso no somatório final haja um empate depois dos 180 minutos disputados, a partida será decidida na disputa de pênaltis.
Já o vencedor da final e por tanto, o campeão, será aquele que na duas partidas, anote o maior número de gols. Caso haja empate, haverá uma prorrogação e caso persista o empate, realizara-se uma disputa de pênaltis.

## Calendário
O calendário para esta edição da competição é o seguinte:
| Rodada           | Partida de ida   | Partida de volta |
| ---------------- | ---------------- | ---------------- |
| Oitavas de final | 7 a 9 de março   | 14 a 16 de março |
| Quartas de final | 4 a 6 de abril   | 11 a 13 de abril |
| Semifinais       | 25 a 27 de abril | 2 a 4 de maio    |
| Final            | 31 de maio       | 4 de junho       |

## Chaveamento
|  | Oitavas de final       | Oitavas de final   | Oitavas de final | Oitavas de final |   |                        | Quartas de final | Quartas de final | Quartas de final | Quartas de final |  |                | Semifinais              | Semifinais              | Semifinais              | Semifinais              |      |   | Final                   | Final                   | Final                   | Final                   |
|  | 7 a 16 de março        | 7 a 16 de março    | 7 a 16 de março  | 7 a 16 de março  |   |                        | 4 a 13 de abril  | 4 a 13 de abril  | 4 a 13 de abril  | 4 a 13 de abril  |  |                | 25 de abril a 4 de maio | 25 de abril a 4 de maio | 25 de abril a 4 de maio | 25 de abril a 4 de maio |      |   | 31 de maio a 4 de junho | 31 de maio a 4 de junho | 31 de maio a 4 de junho | 31 de maio a 4 de junho |
|  |                        |                    |                  |                  |   |                        |                  |                  |                  |                  |  |                |                         |                         |                         |                         |      |   |                         |                         |                         |                         |
|  | Violette               | 3                  | 0                | 3                |   |                        |                  |                  |                  |                  |  |                |                         |                         |                         |                         |      |   |                         |                         |                         |                         |
|  | Austin FC              | 0                  | 2                | 2                |   |                        |                  |                  |                  |                  |  |                |                         |                         |                         |                         |      |   |                         |                         |                         |                         |
|  | Austin FC              | 0                  | 2                | 2                |   | Violette               | 0                | 2                | 2                |                  |  |                |                         |                         |                         |                         |      |   |                         |                         |                         |                         |
|  |                        |                    |                  |                  |   | Violette               | 0                | 2                | 2                |                  |  |                |                         |                         |                         |                         |      |   |                         |                         |                         |                         |
|  |                        | León               | 5                | 1                | 6 |                        |                  |                  |                  |                  |  |                |                         |                         |                         |                         |      |   |                         |                         |                         |                         |
|  | Tauro                  | León               | 5                | 1                | 6 | 0                      | 0                | 0                |                  |                  |  |                |                         |                         |                         |                         |      |   |                         |                         |                         |                         |
|  | Tauro                  |                    |                  |                  |   | 0                      | 0                | 0                |                  |                  |  |                |                         |                         |                         |                         |      |   |                         |                         |                         |                         |
|  | León                   | 1                  | 2                | 3                |   |                        |                  |                  |                  |                  |  |                |                         |                         |                         |                         |      |   |                         |                         |                         |                         |
|  | León                   | 1                  | 2                | 3                |   |                        |                  |                  |                  |                  |  | León           | 1                       | 3                       | 4                       |                         |      |   |                         |                         |                         |                         |
|  |                        |                    |                  |                  |   |                        |                  |                  |                  |                  |  | León           | 1                       | 3                       | 4                       |                         |      |   |                         |                         |                         |                         |
|  |                        | Tigres UANL        | 2                | 1                | 3 |                        |                  |                  |                  |                  |  |                |                         |                         |                         |                         |      |   |                         |                         |                         |                         |
|  | Tigres UANL (gf)       | Tigres UANL        | 2                | 1                | 3 | 0                      | 1                | 1                |                  |                  |  |                |                         |                         |                         |                         |      |   |                         |                         |                         |                         |
|  | Tigres UANL (gf)       |                    |                  |                  |   | 0                      | 1                | 1                |                  |                  |  |                |                         |                         |                         |                         |      |   |                         |                         |                         |                         |
|  | Orlando City           | 0                  | 1                | 1                |   |                        |                  |                  |                  |                  |  |                |                         |                         |                         |                         |      |   |                         |                         |                         |                         |
|  | Orlando City           | 0                  | 1                | 1                |   | Tigres UANL            | 1                | 5                | 6                |                  |  |                |                         |                         |                         |                         |      |   |                         |                         |                         |                         |
|  |                        |                    |                  |                  |   | Tigres UANL            | 1                | 5                | 6                |                  |  |                |                         |                         |                         |                         |      |   |                         |                         |                         |                         |
|  |                        | Motagua            | 0                | 0                | 0 |                        |                  |                  |                  |                  |  |                |                         |                         |                         |                         |      |   |                         |                         |                         |                         |
|  | Motagua (gf)           | Motagua            | 0                | 0                | 0 | 0                      | 1                | 1                |                  |                  |  |                |                         |                         |                         |                         |      |   |                         |                         |                         |                         |
|  | Motagua (gf)           |                    |                  |                  |   | 0                      | 1                | 1                |                  |                  |  |                |                         |                         |                         |                         |      |   |                         |                         |                         |                         |
|  | Pachuca                | 0                  | 1                | 1                |   |                        |                  |                  |                  |                  |  |                |                         |                         |                         |                         |      |   |                         |                         |                         |                         |
|  | Pachuca                | 0                  | 1                | 1                |   |                        |                  |                  |                  |                  |  |                |                         |                         |                         |                         | León | 2 | 1                       | 3                       |                         |                         |
|  |                        |                    |                  |                  |   |                        |                  |                  |                  |                  |  |                |                         |                         |                         |                         |      | 2 | 1                       | 3                       |                         |                         |
|  |                        | Los Angeles FC     | 1                | 0                | 1 |                        |                  |                  |                  |                  |  |                |                         |                         |                         |                         |      |   |                         |                         |                         |                         |
|  | Vancouver Whitecaps FC | Los Angeles FC     | 1                | 0                | 1 | 5                      | 2                | 7                |                  |                  |  |                |                         |                         |                         |                         |      |   |                         |                         |                         |                         |
|  | Vancouver Whitecaps FC |                    |                  |                  |   | 5                      | 2                | 7                |                  |                  |  |                |                         |                         |                         |                         |      |   |                         |                         |                         |                         |
|  | Real España            | 0                  | 3                | 3                |   |                        |                  |                  |                  |                  |  |                |                         |                         |                         |                         |      |   |                         |                         |                         |                         |
|  | Real España            | 0                  | 3                | 3                |   | Vancouver Whitecaps FC | 0                | 0                | 0                |                  |  |                |                         |                         |                         |                         |      |   |                         |                         |                         |                         |
|  |                        |                    |                  |                  |   | Vancouver Whitecaps FC | 0                | 0                | 0                |                  |  |                |                         |                         |                         |                         |      |   |                         |                         |                         |                         |
|  |                        | Los Angeles FC     | 3                | 3                | 6 |                        |                  |                  |                  |                  |  |                |                         |                         |                         |                         |      |   |                         |                         |                         |                         |
|  | Alajuelense            | Los Angeles FC     | 3                | 3                | 6 | 0                      | 2                | 2                |                  |                  |  |                |                         |                         |                         |                         |      |   |                         |                         |                         |                         |
|  | Alajuelense            |                    |                  |                  |   | 0                      | 2                | 2                |                  |                  |  |                |                         |                         |                         |                         |      |   |                         |                         |                         |                         |
|  | Los Angeles FC         | 3                  | 1                | 4                |   |                        |                  |                  |                  |                  |  |                |                         |                         |                         |                         |      |   |                         |                         |                         |                         |
|  | Los Angeles FC         | 3                  | 1                | 4                |   |                        |                  |                  |                  |                  |  | Los Angeles FC | 1                       | 3                       | 4                       |                         |      |   |                         |                         |                         |                         |
|  |                        |                    |                  |                  |   |                        |                  |                  |                  |                  |  | Los Angeles FC | 1                       | 3                       | 4                       |                         |      |   |                         |                         |                         |                         |
|  |                        | Philadelphia Union | 1                | 0                | 1 |                        |                  |                  |                  |                  |  |                |                         |                         |                         |                         |      |   |                         |                         |                         |                         |
|  | Olimpia                | Philadelphia Union | 1                | 0                | 1 | 4                      | 0                | 4                |                  |                  |  |                |                         |                         |                         |                         |      |   |                         |                         |                         |                         |
|  | Olimpia                |                    |                  |                  |   | 4                      | 0                | 4                |                  |                  |  |                |                         |                         |                         |                         |      |   |                         |                         |                         |                         |
|  | Atlas                  | 1                  | 4                | 5                |   |                        |                  |                  |                  |                  |  |                |                         |                         |                         |                         |      |   |                         |                         |                         |                         |
|  | Atlas                  | 1                  | 4                | 5                |   | Atlas                  | 0                | 2                | 2                |                  |  |                |                         |                         |                         |                         |      |   |                         |                         |                         |                         |
|  |                        |                    |                  |                  |   | Atlas                  | 0                | 2                | 2                |                  |  |                |                         |                         |                         |                         |      |   |                         |                         |                         |                         |
|  |                        | Philadelphia Union | 1                | 2                | 3 |                        |                  |                  |                  |                  |  |                |                         |                         |                         |                         |      |   |                         |                         |                         |                         |
|  | Alianza                | Philadelphia Union | 1                | 2                | 3 | 0                      | 0                | 0                |                  |                  |  |                |                         |                         |                         |                         |      |   |                         |                         |                         |                         |
|  | Alianza                |                    |                  |                  |   | 0                      | 0                | 0                |                  |                  |  |                |                         |                         |                         |                         |      |   |                         |                         |                         |                         |
|  | Philadelphia Union     | 0                  | 4                | 4                |   |                        |                  |                  |                  |                  |  |                |                         |                         |                         |                         |      |   |                         |                         |                         |                         |

## Oitavas de final
| Equipe 1               | Total    | Equipe 2           | 1.º jogo | 2.º jogo |
| ---------------------- | -------- | ------------------ | -------- | -------- |
| Violette               | 3–2      | Austin FC          | 3–0      | 0–2      |
| Tauro                  | 0–3      | León               | 0–1      | 0–2      |
| Tigres UANL            | 1–1 (gf) | Orlando City       | 0–0      | 1–1      |
| Motagua                | 1–1 (gf) | Pachuca            | 0–0      | 1–1      |
| Vancouver Whitecaps FC | 7–3      | Real España        | 5–0      | 2–3      |
| Alajuelense            | 2–4      | Los Angeles FC     | 0–3      | 2–1      |
| Olimpia                | 4–5      | Atlas              | 4–1      | 0–4      |
| Alianza                | 0–4      | Philadelphia Union | 0–0      | 0–4      |

### Partidas de ida
| 7 de março    | Violette                          | 3 – 0     | Austin FC | Estádio Cibao FC, Santiago de los Caballeros (República Dominicana) |
| 19:00 (UTC−4) | Chéry 13', 39' · Tarek 47' (g.c.) | Relatório |           | Árbitro: HON Selvin Brown                                           |

| 7 de março    | Alianza | 0 – 0     | Philadelphia Union | Estádio Cuscatlán, San Salvador |
| 19:00 (UTC−6) |         | Relatório |                    | Árbitro: MEX César Arturo Ramos |

| 7 de março    | Tigres UANL | 0 – 0     | Orlando City | Estádio Universitario, San Nicolás de los Garza |
| 21:00 (UTC−6) |             | Relatório |              | Árbitro: GUA Mario Escobar                      |

| 8 de março    | Tauro | 0 – 1     | León       | Estádio Rommel Fernández, Cidade do Panamá |
| 18:00 (UTC−5) |       | Relatório | Moreno 55' | Árbitro: USA Armando Villareal             |

| 8 de março    | Olimpia                                            | 4 – 1     | Atlas           | Estádio Olímpico Metropolitano, San Pedro Sula |
| 19:00 (UTC−6) | López 10' · Benguché 55', 61' (pen) · Bengtson 73' | Relatório | Furch 15' (pen) | Árbitro: USA Ismail Elfath                     |

| 8 de março    | Vancouver Whitecaps FC                                               | 5 – 0     | Real España | BC Place, Vancouver             |
| 19:00 (UTC−8) | Blackmon 21' · Raposo 59' · García 64' (g.c.) · Vite 70' · White 78' | Relatório |             | Árbitro: MEX Fernando Hernández |

| 9 de março    | Motagua | 0 – 0     | Pachuca | Estádio Olímpico Metropolitano, San Pedro Sula |
| 19:00 (UTC−6) |         | Relatório |         | Árbitro: CAN Drew Fischer                      |

| 9 de março    | Alajuelense | 0 – 3     | Los Angeles FC        | Estádio Alejandro Morera Soto, Alajuela |
| 21:00 (UTC−6) |             | Relatório | Bouanga 47', 69', 89' | Árbitro: JAM Daneon Parchment           |

### Partidas de volta
| 14 de março   | Austin FC        | 2 – 0     | Violette | Q2 Stadium, Austin         |
| 19:00 (UTC−5) | Driussi 51', 63' | Relatório |          | Árbitro: JAM Oshane Nation |

Violette venceu por 3–2 no placar agregado.
| 14 de março   | Philadelphia Union                             | 4 – 0     | Alianza | Subaru Park, Chester     |
| 20:00 (UTC−4) | Lowe 45+1' · Gazdag 62' (pen) · Perea 81', 84' | Relatório |         | Árbitro: GUA Bryan López |

Philadelphia Union venceu por 4–0 no placar agregado.
| 14 de março   | Atlas                                         | 4 – 0     | Olimpia | Estádio Jalisco, Guadalajara       |
| 20:15 (UTC−6) | Quiñones 38', 90+2' · Herrera 63' · Rocha 78' | Relatório |         | Árbitro: CRC Juan Gabriel Calderón |

Atlas venceu por 5–4 no placar agregado.
| 15 de março   | Real España                 | 3 – 2     | Vancouver Whitecaps FC | Estádio Olímpico Metropolitano, San Pedro Sula |
| 16:00 (UTC−6) | Montes 67', 86' · Rocca 75' | Relatório | White 66' · Becher 83' | Árbitro: MEX Marco Ortíz                       |

Vancouver Whitecaps FC venceu por 7–3 no placar agregado.
| 15 de março   | Orlando City | 1 – 1     | Tigres UANL | Exploria Stadium, Orlando  |
| 20:15 (UTC−4) | Kara 90'     | Relatório | Córdova 21' | Árbitro: HON Saíd Martínez |

1–1 no placar agregado. Tigres UANL venceu pela regra do gol fora de casa.
| 15 de março   | Los Angeles FC | 1 – 2     | Alajuelense                    | BMO Stadium, Los Angeles     |
| 19:30 (UTC−7) | Vela 83'       | Relatório | González 8' (pen) · Suárez 52' | Árbitro: MEX Adonai Escobedo |

Los Angeles FC venceu por 4–2 no placar agregado.
| 16 de março   | León                        | 2 – 0     | Tauro | Estádio León, León        |
| 18:00 (UTC−6) | Rubio 26' · Hernández 45+2' | Relatório |       | Árbitro: GUA Walter López |

León venceu por 3–0 no placar agregado.
| 16 de março   | Pachuca          | 1 – 1     | Motagua             | Estádio Hidalgo, Pachuca |
| 20:15 (UTC−6) | I. Hernández 73' | Relatório | Hernández 89' (pen) | Árbitro: SLV Iván Barton |

1–1 no placar agregado. Motagua venceu pela regra do gol fora de casa.

## Quartas de final
As datas e horários das partidas das quartas de final foram confirmadas em 17 de março de 2023.
| Equipe 1               | Total | Equipe 2           | 1.º jogo | 2.º jogo |
| ---------------------- | ----- | ------------------ | -------- | -------- |
| Violette               | 2–6   | León               | 0–5      | 2–1      |
| Motagua                | 0–6   | Tigres UANL        | 0–1      | 0–5      |
| Vancouver Whitecaps FC | 0–6   | Los Angeles FC     | 0–3      | 0–3      |
| Atlas                  | 2–3   | Philadelphia Union | 0–1      | 2–2      |

### Partidas de ida
| 4 de abril    | Philadelphia Union | 1 – 0     | Atlas | Subaru Park, Chester       |
| 20:00 (UTC−4) | Gazdag 89' (pen)   | Relatório |       | Árbitro: HON Saíd Martínez |

| 4 de abril    | León                                                         | 5 – 0     | Violette | Estádio León, León          |
| 20:00 (UTC−6) | Mena 8' · Dávila 66', 84' · Di Yorio 90+1' · Hernández 90+4' | Relatório |          | Árbitro: SLV Ismael Cornejo |

| 5 de abril    | Motagua | 0 – 1     | Tigres UANL  | Estádio Olímpico Metropolitano, San Pedro Sula |
| 18:00 (UTC−6) |         | Relatório | Quiñones 44' | Árbitro: USA Armando Villareal                 |

| 5 de abril    | Vancouver Whitecaps FC | 0 – 3     | Los Angeles FC               | BC Place, Vancouver            |
| 19:00 (UTC−7) |                        | Relatório | Bouanga 56', 65' · Opoku 61' | Árbitro: MEX Fernando Guerrero |

### Partidas de volta
| 11 de abril   | Violette       | 2 – 1     | León            | Estádio Cibao FC, Santiago de los Caballeros (República Dominicana) |
| 20:00 (UTC−4) | Chéry 15', 26' | Relatório | Rubio 30' (pen) | Árbitro: CRC Keylor Herrera                                         |

León venceu por 6–2 no placar agregado.
| 11 de abril   | Los Angeles FC                     | 3 – 0     | Vancouver Whitecaps FC | BMO Stadium, Los Angeles           |
| 19:15 (UTC−7) | Vela 8' (pen), 31' · Cifuentes 65' | Relatório |                        | Árbitro: CRC Juan Gabriel Calderón |

Los Angeles FC venceu por 6–0 no placar agregado.
| 12 de abril   | Atlas                      | 2 – 2     | Philadelphia Union | Estádio Jalisco, Guadalajara |
| 20:00 (UTC−6) | Quiñones 11' · Furch 45+1' | Relatório | Carranza 28', 78'  | Árbitro: SLV Iván Barton     |

Philadelphia Union venceu por 3–2 no placar agregado.
| 13 de abril   | Tigres UANL                                              | 5 – 0     | Motagua | Estádio Universitario, San Nicolás de los Garza |
| 20:00 (UTC−6) | Gignac 27', 66' · Quiñones 83' · Angulo 88' · Ibáñez 90' | Relatório |         | Árbitro: GUA Walter López                       |

Tigres venceu por 6–0 no placar agregado.

## Semifinal
Os semifinalistas com a melhor campanha nas fases anteriores irão disputar a partida de volta em casa. As datas e horários das partidas da semifinal foram confirmadas em 14 de abril de 2023.
| Equipe 1           | Total | Equipe 2       | 1.º jogo | 2.º jogo |
| ------------------ | ----- | -------------- | -------- | -------- |
| Tigres UANL        | 3–4   | León           | 2–1      | 1–3      |
| Philadelphia Union | 1–4   | Los Angeles FC | 1–1      | 0–3      |

### Partidas de ida
| 25 de abril   | Tigres UANL                  | 2 – 1     | León      | Estádio Universitario, San Nicolás de los Garza |
| 20:00 (UTC−6) | Córdova 45' · Quiñones 45+3' | Relatório | Dávila 6' | Árbitro: USA Armando Villarreal                 |

| 26 de abril   | Philadelphia Union | 1 – 1     | Los Angeles FC | Subaru Park, Chester            |
| 21:00 (UTC−4) | Gazdag 86'         | Relatório | Acosta 90+1'   | Árbitro: MEX César Arturo Ramos |

### Partidas de volta
| 2 de maio     | Los Angeles FC                        | 3 – 0     | Philadelphia Union | BMO Stadium, Los Angeles  |
| 19:00 (UTC−7) | Tillman 13' · Opoku 82' · Bouanga 90' | Relatório |                    | Árbitro: CAN Drew Fischer |

Los Angeles FC venceu por 4–1 no placar agregado.
| 3 de maio     | León                              | 3 – 1     | Tigres UANL   | Estádio León, León         |
| 20:00 (UTC−6) | Ambríz 10' · Mena 15' · Frías 79' | Relatório | Fulgencio 68' | Árbitro: HON Saíd Martínez |

León venceu por 4–3 no placar agregado.

## Final
A equipe com a melhor campanha nas fases anteriores irá disputar a partida de volta em casa. As datas e horários das partidas da final foram confirmadas em 4 de maio de 2023.
| Equipe 1 | Total | Equipe 2       | 1.º jogo | 2.º jogo |
| -------- | ----- | -------------- | -------- | -------- |
| León     | 3–1   | Los Angeles FC | 2–1      | 1–0      |

### Partida de ida
| 31 de maio    | León                    | 2 – 1     | Los Angeles FC | Estádio León, León        |
| 20:00 (UTC−6) | Tesillo 8' · Mena 45+5' | Relatório | Bouanga 90+6'  | Árbitro: GUA Walter López |

### Partida de volta
| 4 de junho    | Los Angeles FC | 0 – 1     | León         | BMO Stadium, Los Angeles |
| 18:00 (UTC−7) |                | Relatório | Di Yorio 20' | Árbitro: SLV Iván Barton |

## Premiação
| Liga dos Campeões da CONCACAF de 2023 |
| México                                |
| ------------------------------------- |
| León Campeão (1.º título)             |